# 7 Year Bitch
7 Year Bitch foi uma banda americana de rock, formada em Seattle, Washington, e que esteve ativa entre 1990 e 1997.

## Biografia

### Carreira
A banda foi formada em 1990 por Selene Vigil (vocal), Stefanie Sargent (guitarra), Elizabeth Davis (baixo) e Valerie Agnew (bateria). Anteriormente, Vigil, Sargen e Agnew faziam parte de uma banda chamada Barbie's Dream Car, e quando sua baixista mudou-se para a Europa, elas convidaram Davis para juntar-se a elas. O nome da banda foi inspirado pelo filme The Seven Year Itch.
Em seu primeiro show, a banda abriu para The Gits, uma de suas grandes influências. Em 1991, lançaram seu primeiro single, "Lorna", e assinaram com a gravadora C/Z Records. O primeiro álbum, Sick 'Em, foi lançado em 1992, mas fez pouco sucesso devido a morte de Stefanie Sargent em 27 de junho. Sargent desmaiou após retornar de uma festa onde havia ingerido álcool e tomado uma pequena dose de heroína. Ela morreu de asfixia após vomitar. Após um tempo de indecisão, a banda resolveu continuar, convidando Roisin Dunne para ser a nova guitarrista.
Em julho de 1993, Mia Zapata, amiga da banda, foi brutalmente estuprada e assassinada no caminho de casa. Esse evento, seguido da morte de Stefanie Sargent no ano interior, teve um profundo impacto no grupo. Como reação, a banda gravou e lançou seu segundo ábum, ¡Viva Zapata! (1994) em homenagem às duas amigas. Valerie Agnew tornou-se a co-fundadora de uma organização anti-violênia chamada Home Alive. Em 8 de abril de 1994, a banda tocou em um show beneficente da organização Rock Against Domestic Violence (rock contra violência doméstica) em Miami Beach, ao lado de Babes in Toyland e Jack Off Jill.
Em 1995, a banda assinou com a gravadora Antlatic Records, e em 1996, lançaram seu terceiro álbum, Gato Negro. Após a turnê de divulgação do álbum, Roisin Dunne deixou a banda e foi substituída por Lisa Faye Beatty, engenheira de som e amiga da banda.

### Separação
No início de 1997, a banda começou a gravar material para o que viria a ser seu quarto álbum de estúdio. A banda se mudou de Seattle para Califórnia: Elizabeth Davis e Valerie Agnew para São Francisco e Selene Vigil para Los Angeles. Com a recente saída de Roisin Dunne e distância entre os membros, a banda acabou depois de uma turnê de despedida ao lado da banda Lost Goat.
Elizabeth Davis entrou na banda Clone, de qual fez parte até 2003. Em 2005, se juntou à banda Von Iva.  A vocalista Selene Vigil formou uma banda com o nome Cistine, em 2000; Mais tarde, lançou um álbum solo, That Was Then, em 2010. Roisin Dunne entrou em uma banda chamada The Last Goodbye em 2006 e atualmente mora em Nova York.

## Integrantes

### Última formação
- Selene Vigil – vocais (1990–1997)
- Elizabeth Davis – baixo (1990–1997)
- Valerie Agnew – bateria (1990–1997)
- Lisa Fay Beatty – guitarra (1996–1997; faleceu em 2011)

### Ex-integrantes
- Stefanie Sargent – guitarra (1990–1992; faleceu em 1992)
- Roisin Dunne –  guitarra (1992–1996)

## Discografia
- Sick 'Em (1992)
- ¡Viva Zapata! (1994)
- Gato Negro (1996).

### Singles/EPs
- "Lorna" b/w "No Fucking War," "You Smell Lonely" (Rathouse/Face The Music Records), (1991).
- Antidisestablishmentarianism EP (Rugger Bugger Records), (1992).
- 7 Year Bitch/Thatcher On Acid-"Can We Laugh Now?"/"No Fucking War" (Clawfist Records), (1992).
- 7 Year Bitch EP (C/Z Records, (1992).
- "Rock-A-Bye Baby" b/w "Wide Open Trap" (C/Z Records), (1994).
- "The History Of My Future" b/w "24,900 Miles Per Hour" (promo only) (Atlantic Records, (1996).
- "24,900 Miles Per Hour" (Atlantic Records), (1996).
- "Miss Understood" b/w "Go!" (Man's Ruin Records), (1996).

### Vídeos
- "In Lust You Trust" (1992)
- "Hip Like Junk" (1994)
- "24,900 Miles Per Hour" (1996)